# Jubula (plante)
Cet article concerne le genre de plantes Jubula Dumort., 1822. Pour le genre d’oiseaux Jubula Bates, 1929, voir Duc à crinière.
Genre
Jubula est un genre de bryophytes de la famille des Jubulaceae. 

## Liste d'espèces
Selon Catalogue of Life (9 août 2020) et ITIS (9 août 2020) :
- Jubula blepharophylla Grolle
- Jubula hattorii Udar & V. Nath
- Jubula himalayensis S.C. Srivast. & D. Sharma
- Jubula hutchinsiae (Hook.) Dumort.
- Jubula kwangsiensis C. Gao & K.C. Chang

Selon The Plant List (9 août 2020) :
- Jubula blepharophylla Grolle
- Jubula complanata (L.) Corda
- Jubula hattorii Udar & V. Nath
- Jubula himalayensis S.C. Srivast. & D. Sharma
- Jubula hutchinsiae (Hook.) Dumort.
- Jubula japonica Stephani
- Jubula kwangsiensis C. Gao & G.C. Zhang
- Jubula pennsylvanica (Stephani) A. Evans

Selon Tropicos (9 août 2020) (Attention liste brute contenant possiblement des synonymes) :
- Jubula blepharophylla Grolle
- Jubula bogotensis Steph.
- Jubula camboueana Steph.
- Jubula complanata (L.) Corda
- Jubula dilatata (L.) Dumort.
- Jubula gaudichaudii Nees & Mont.
- Jubula gracilis Steph.
- Jubula hattorii Udar & Vir. Nath
- Jubula himalayensis S.C. Srivast. & D. Sharma
- Jubula hutchinsiae (Hook.) Dumort.
- Jubula inflata Steph.
- Jubula integrifolia Steph.
- Jubula jaoii P.C. Chen
- Jubula japonica Steph.
- Jubula javanica Steph.
- Jubula kwangsiensis C. Gao & K.C. Chang
- Jubula mucronata (Lehm. & Lindenb.) Nees & Mont.
- Jubula novae-zelandiae E.A. Hodgs. & S.W. Arnell
- Jubula obscura (Sw.) Nees & Mont.
- Jubula pennsylvanica (Steph.) A. Evans
- Jubula piligera (Austin) A. Evans
- Jubula quillotensis Nees & Mont.
- Jubula rostrata Steph.
- Jubula samoana Steph.
- Jubula setacea Steph.
- Jubula sikkimensis Steph.
- Jubula tamarisci (L.) Dumort.
- Jubula tonkinensis Steph.
- Jubula trifida Steph.
- Jubula vittata Steph.